# Полиция Республики Сербской
Полиция Республики Сербской (серб. Полиција Републике Српске, босн. и хорв. Policija Republike Srpske) — правоохранительно-исполнительное, оперативное и следственное полицейское агентство Республики Сербской, является одним из органов Министерства внутренних дел Республики Сербской (серб.  Министарство унутрашњих послова Републике Српске, босн. и хорв. Ministarstvo unutrašnjih poslova Republike Srpske). Было основано 4 апреля 1992 года.  Начальником полиции с 14 июля 2020 года является Синиша Кострешевич.

## Организация полиции

### Директора полиции Республики Сербской
| ???? – 2004                    | Радомир Негуш      |
| 2004 – 7 апреля 2006           | Драгомир Андан     |
| с июня 2006 – 22 июля 2010     | Урош Пена          |
| 22 июля 2010 – 1 сентября 2016 | Гойко Васич        |
| 1 сентября 2016 – 14 июля 2020 | Дарко Чулум        |
| 14 июля 2020 –                 | Синиша Кострешевич |

### Дислокация полицейских подразделений

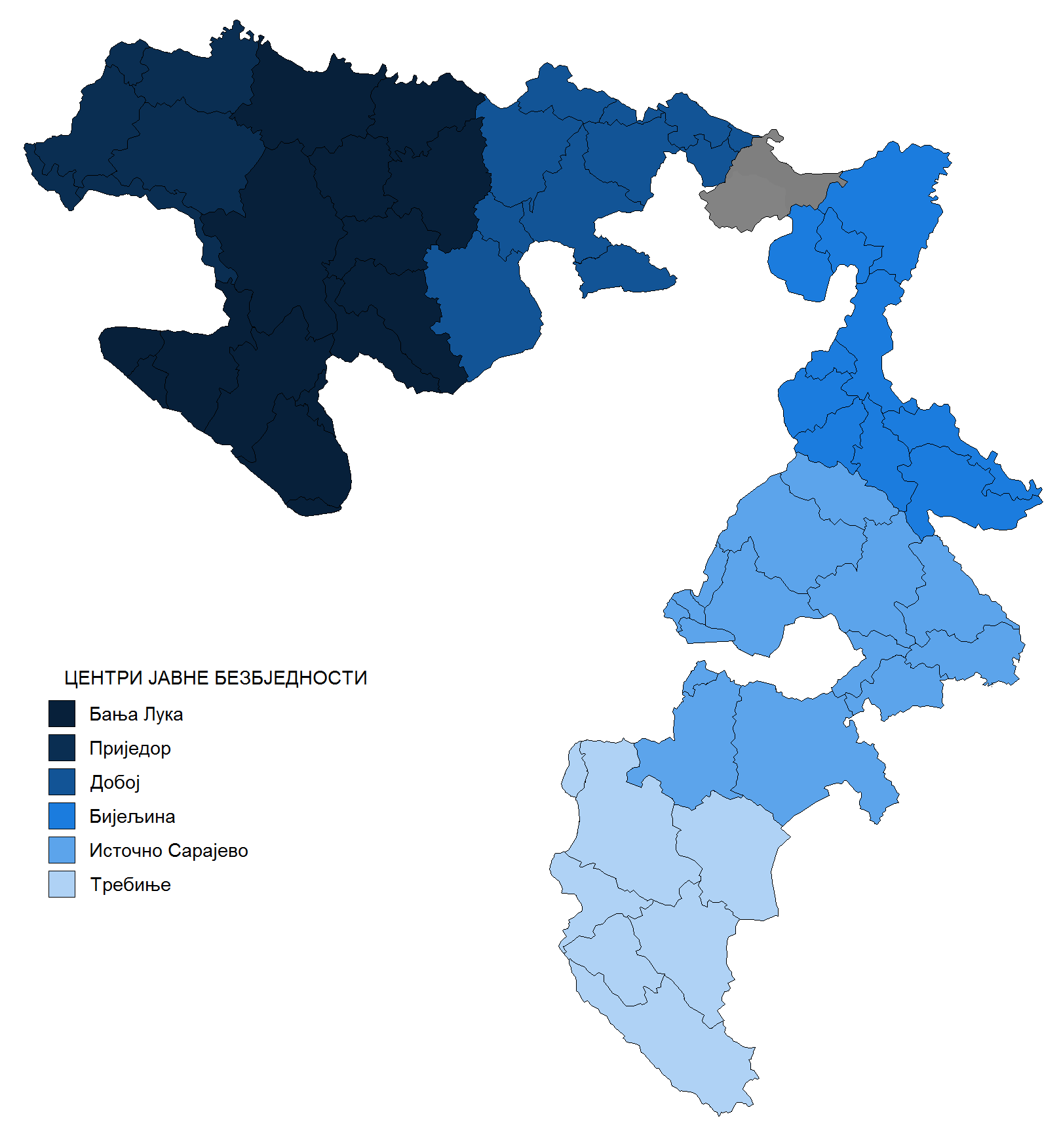
Карта Центров общественной безопасности Республики Сербской

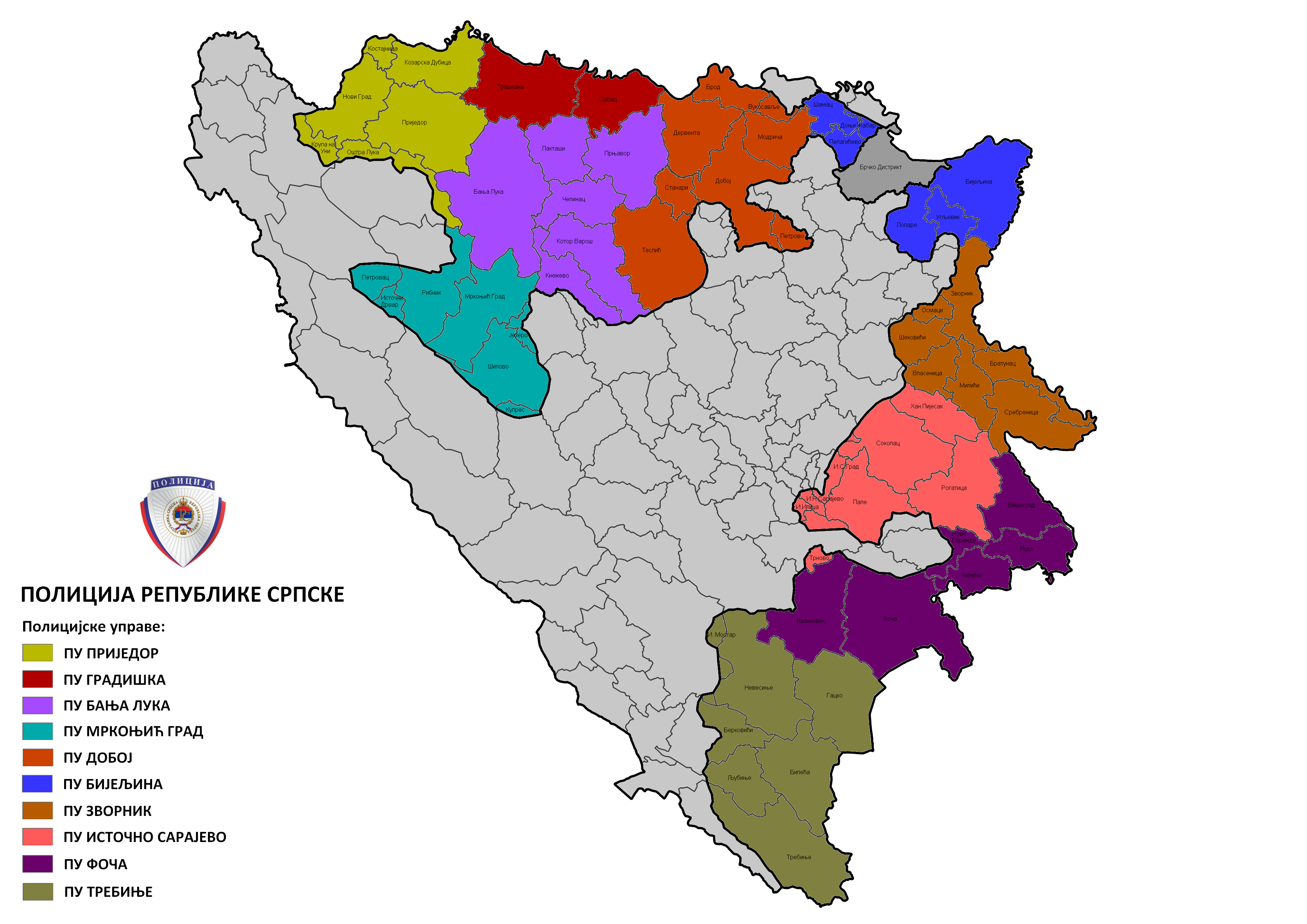
Карта отделений Полиции Республики Сербской

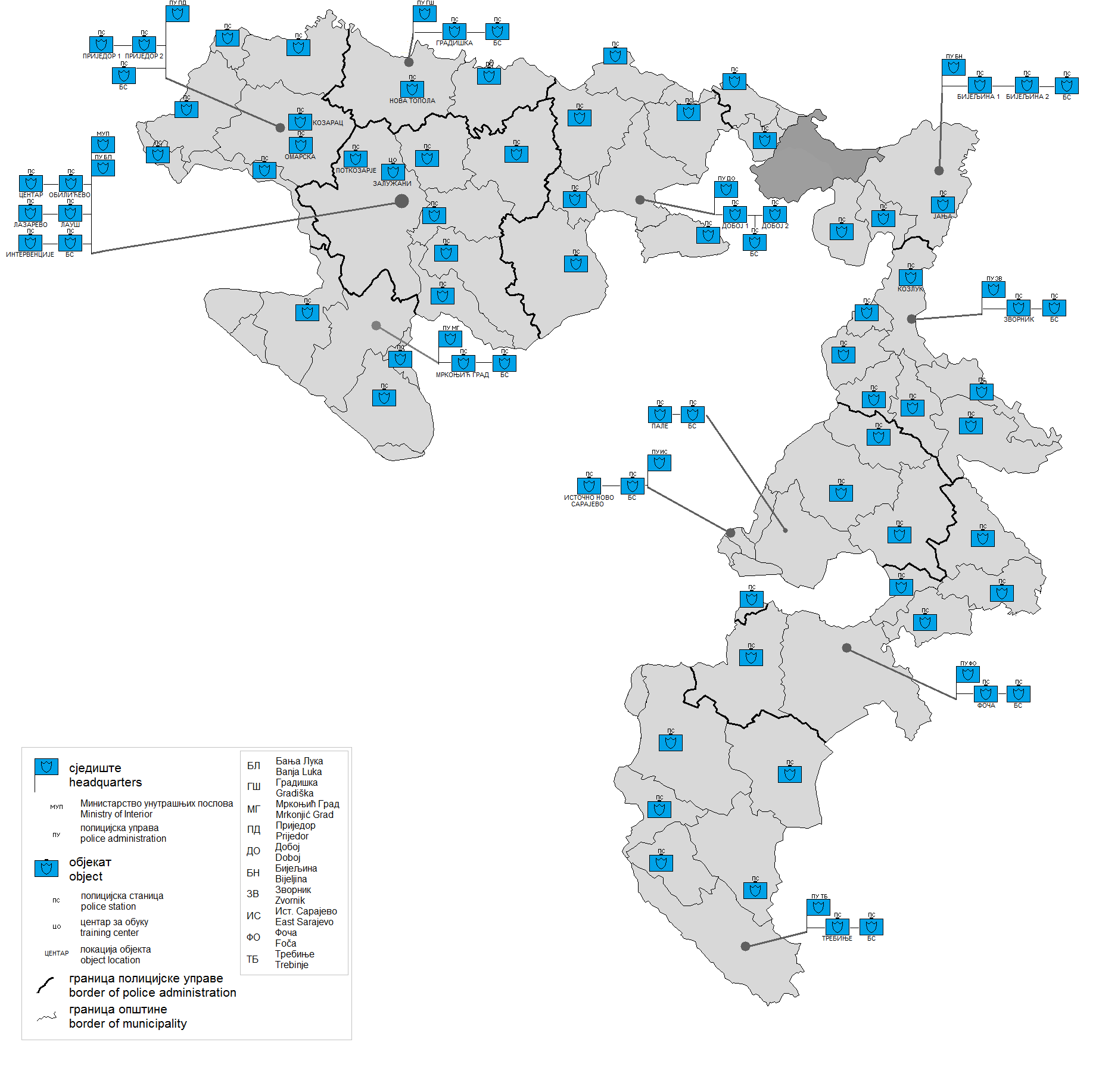
Организация полиции Республики Сербской

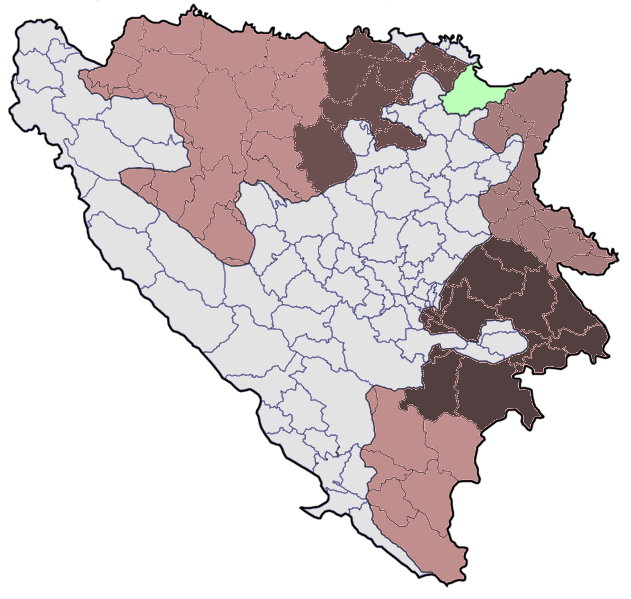
Полицейские округа Республики Сербской

Организация полиции Республики Сербской разделена на шесть секторов, охватывающих территорию Республики Сербской:
- Центр общественной безопасности Приедора охватывает территории городов (деревень, общин) — Приедор, Нови-Град, Козарска-Дубица, Костайница, Оштра-Лука, Крупа-на-Уни.
- Центр общественной безопасности Баня-Луки охватывает территории городов (деревень, общин) — Баня-Лука, Мрконич-Град, Градишка, Кнежево, Србац, Котор-Варош, Челинац, Лакташи, Шипово, Горни-Рибник.
- Центр общественной безопасности Добоя охватывает территории городов (деревень, общин) — Добой, Брод, Дервента, Модрича, Петрово, Теслич, Шамац, Пелагичево.
- Центр общественной безопасности Биелины охватывает территории городов (деревень, общин) — Биелина, Лопаре, Углевик, Яня, Зворник, Сребреница, Скелани, Братунац, Миличи, Власеница, Шековичи.
- Центр общественной безопасности Источно-Сараево охватывает территории городов (деревень, общин) — Источно-Сараево, Фоча, Пале, Соколац, Рогатица, Источни-Стари-Град, Трново, Хан-Пиесак, Вишеград, Чайниче, Рудо, Ново-Горажде, Калиновик.
- Центр общественной безопасности Требине охватывает территории городов (деревень, общин) — Требине, Билеча, Гацко, Невесине, Берковичи, Любине.

## Должности и Звания сотрудников полиции Республики Сербской

### 1992—1998 г.г.
| Звание | Млађи наредник Mlađi narednik Младший сержант | Млађи наредник прве класе Mlađi narednik prve klase Младший сержант первого класса | Наредник Narednik Сержант                           | Наредник прве класе Narednik prve klase Сержант первого класса | Старији наредник Stariji narednik Старший сержант | Старији наредник прве класе Stariji narednik prve klase Старший сержант первого класса |
| Погоны |                                               |                                                                                    |                                                     |                                                                |                                                   |                                                                                        |
| Звание | Потпоручник Potporučnik Младший лейтенант     | Поручник Poručnik Лейтенант                                                        | Капетан Kapetan Капитан                             | Капетан прве класе Kapetan prve klase Капитан первого класса   |                                                   |                                                                                        |
| Погоны |                                               |                                                                                    |                                                     |                                                                |                                                   |                                                                                        |
| Звание | Мајор Major Майор                             | Потпуковник Potpukovnik Подполковник                                               | Пуковник Pukovnik Полковник                         |                                                                |                                                   |                                                                                        |
| Погоны |                                               |                                                                                    |                                                     |                                                                |                                                   |                                                                                        |
| Звание | Генерал-мајор General-major Генерал-майор     | Генерал-потпуковник General-potpukovnik Генерал-полковник                          | Генерал-пуковник General-pukovnik Генерал-полковник |                                                                |                                                   |                                                                                        |
| Погоны |                                               |                                                                                    |                                                     |                                                                |                                                   |                                                                                        |

### 1998—2003 г.г.
| Звание | Полицајац приправник Policajac pripravnik Офицер-стажёр                                                                                              | Приправник са вишом школском спремом Pripravnik sa višom školskom spremom Более образованный офицер-стажер                                           | Приправник са високом школском спремом Pripravnik sa visokom školskom spremom Высокообразованный офицер-стажер                                | Полицајац Policajac Офицер полиции | Вођа сектора Vođa sektora Командир сектора | Вођа сектора прве категорије Vođa sektora prve kategorije Командир сектора первой категории | Командир станичног одјељења полиције Komandir staničnog odjeljenja policije Командир участка отделения |
| Погоны | | | | |                                            |                                                                                             | |
| Звание | Помоћник командира полицијске станице Pomoćnik komandira policijske stanice Помощник командира полицейского участка                                  | Замјеник командира полицијске станице Zamjenik komandira policijske stanice Заместитель командира полицейского участка                               | Командир полицијске станице Komandir policijske stanice Командир полицейского участка                                                         | Оперативни дежурни ДОЦ-а МУП-а Operativni dežurni DOC-a MUP-a Начальник участка общественной безопасности                               |                                            |                                                                                             | |
| Погоны | | | | |                                            |                                                                                             | |
| Звание | Инспектор полиције центра јавне безбједности Inspektor policije centra javne bezbjednosti Инспектор полиции в центре общественной безопасности (ЦОБ) | Шеф одсјека у одјељењу полиције у центру јавне безбједности Šef odsjeka u odjeljenju policije u centru javne bezbjednosti Глава отдела полиции в ЦОБ | Начелник одјељења полиције центра јавне безбједности Načelnik odjeljenja policije centra javne bezbjednosti Начальник отдела полиции в ЦОБ    | Начелник сектора полиције центра јавне безбједности Načelnik sektora policije centra javne bezbjednosti Начальник участка полиции в ЦОБ |                                            |                                                                                             | |
| Погоны | | | | |                                            |                                                                                             | |
| Звание | Начелник ДОЦ-а МУП-а Načelnik DOC-a MUP-a Инспектор полиции в центре Министерства внутренних дел (МВД)                                               | Начелник одјељења управе полиције Načelnik odjeljenja uprave policije Начальник отдела полиции в МВД                                                 | Замјеник начелника Службе специјалне полиције Zamjenik načelnika Službe specijalne policije Заместитель начальника Специальной службы полиции | Начелник Службе специјалне полиције Načelnik Službe specijalne policije Начальник Специальной службы полиции                            |                                            |                                                                                             | |
| Погоны | | | | |                                            |                                                                                             | |
| Звание | Начелник центра јавне безбједности Načelnik centra javne bezbjednosti Начальник ЦОБ                                                                  | Начелник управе Načelnik uprave Начальник управления полиции                                                                                         | Замјеник министра унутрашњих послова Zamjenik ministra unutrašnjih poslova Заместитель министра МВД                                           | Министар унутрашњих послова Ministar unutrašnjih poslova Министр внутренних дел                                                         |                                            |                                                                                             | |
| Погоны | | | | |                                            |                                                                                             | |

| Звание (Средняя школа МВД РС) | Ученик I године СШУП Učenik I godine SŠUP Курсант I курса СШ МВД РС      | Ученик II године СШУП Učenik II godine SŠUP Курсант II курса СШ МВД РС   | Ученик III године СШУП Učenik III godine SŠUP Курсант III курса СШ МВД РС   | Ученик IV године СШУП Učenik IV godine SŠUP Курсант IV курса СШ МВД РС |
| Погоны                        |                                                                          |                                                                          |                                                                             |                                                                        |
| Звание (Высшая школа МВД РС)  | Студент прве године VŠUP Student I godine VŠUP Курсант I курса ВШ МВД РС | Студент II године ВШУП Student II godine VŠUP Курсант II курса ВШ МВД РС | Студент III године ВШУП Student III godine VŠUP Курсант III курса ВШ МВД РС |                                                                        |
| Погоны                        |                                                                          |                                                                          |                                                                             |                                                                        |

### 2004—2014 г.г.

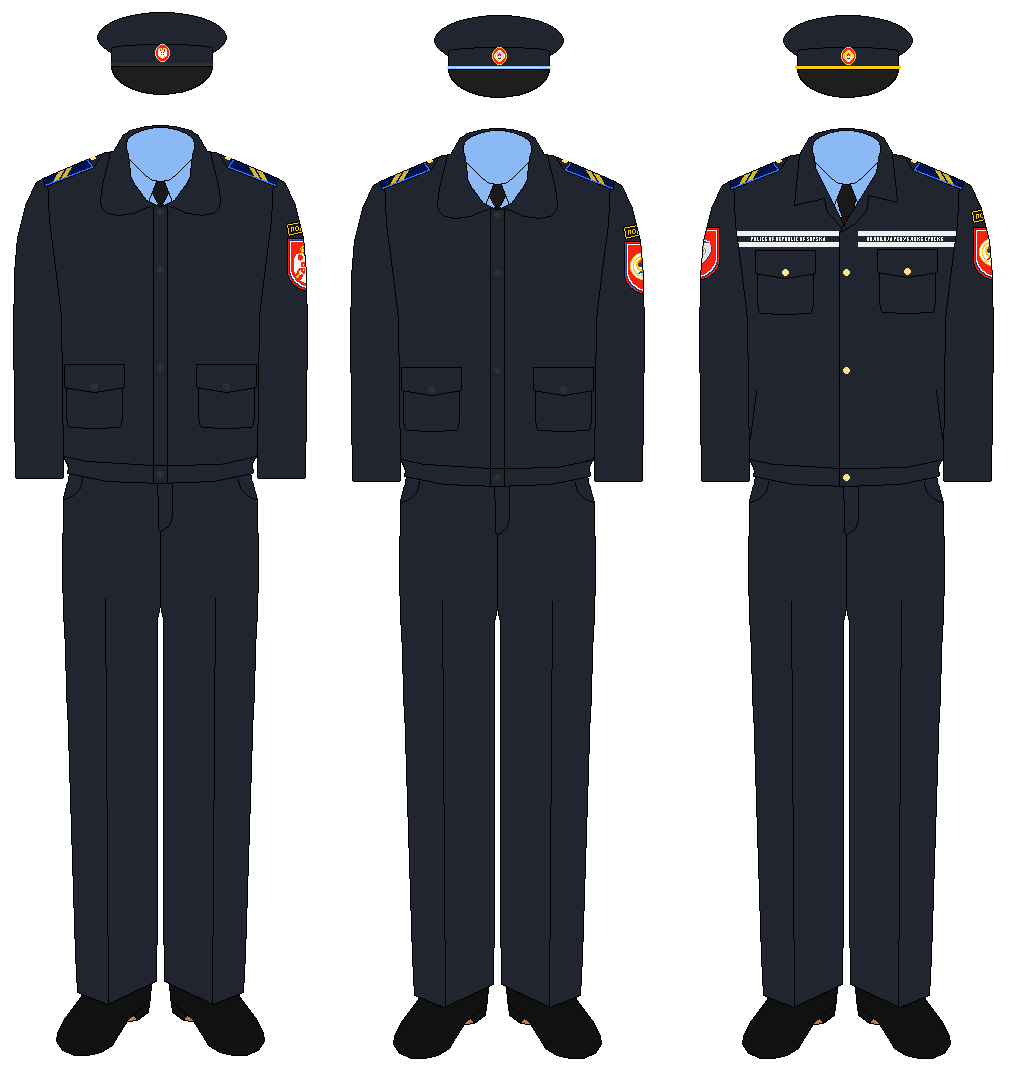
Униформа сотрудников Полиции Республики Сербской в 2004-2014 годах

| Звание | Полицајац Policajac Офицер полиции                  | Виши полицајац Viši policajac Старший офицер полиции                                | Наредник Narednik Сержант                                                                                 | Виши наредник Viši narednik Старший сержант                     |
| Погоны |                                                     |                                                                                     | |                                                                 |
| Звание | Млађи инспектор Mlađi inspektor Младший инспектор   | Инспектор Inspektor Инспектор                                                       | Виши инспектор Viši inspektor Старший инспектор                                                           | Самостални инспектор Samostalni inspektor Независимый инспектор |
| Погоны |                                                     |                                                                                     | |                                                                 |
| Звание | Главни инспектор Glavni inspektor Главный инспектор | Генерални инспектор полиције Generalni inspektor policije Генерал-инспектор полиции | Главни генерални инспектор полиције Glavni generalni inspektor policije Главный генерал-инспектор полиции |                                                                 |
| Погоны |                                                     |                                                                                     | |                                                                 |

### 2014—2018 г.г.

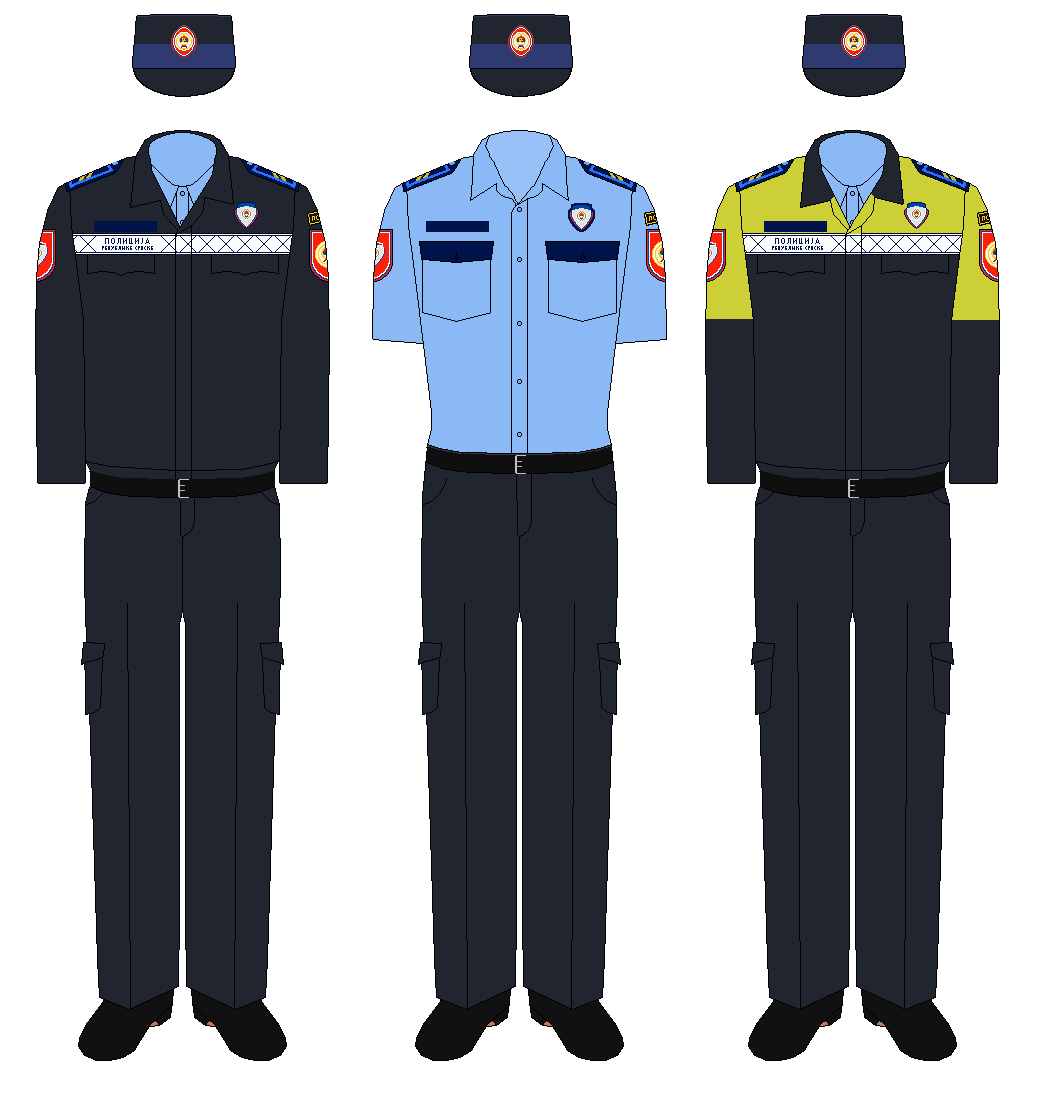
Униформа сотрудников Полиции Республики Сербской в 2014–2018 годах

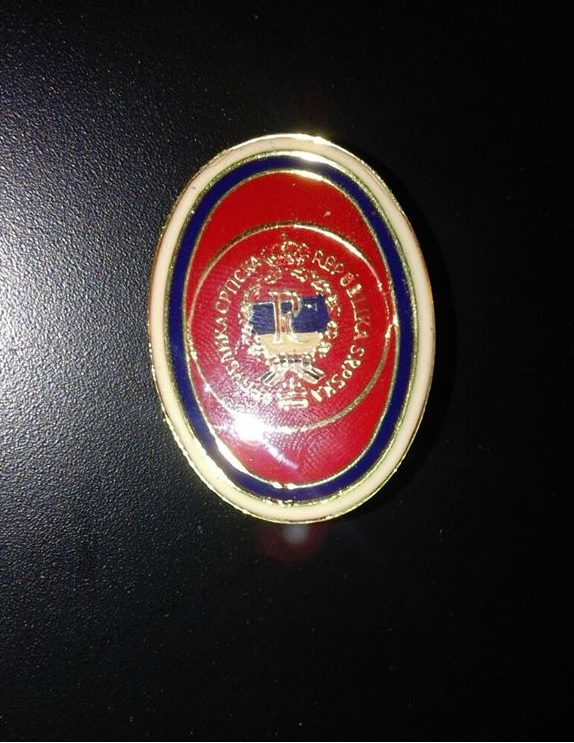
Старая кокарда сотрудника полиции Республики Сербской

| Звание | Полицајац Policajac Офицер полиции                  | Виши полицајац Viši policajac Старший офицер полиции                                | Наредник Narednik Сержант                                                                                 | Виши наредник Viši narednik Старший сержант                     |
| Погоны |                                                     |                                                                                     | |                                                                 |
| Звание | Млађи инспектор Mlađi inspektor Младший инспектор   | Инспектор Inspektor Инспектор                                                       | Виши инспектор Viši inspektor Старший инспектор                                                           | Самостални инспектор Samostalni inspektor Независимый инспектор |
| Погоны |                                                     |                                                                                     | |                                                                 |
| Звание | Главни инспектор Glavni inspektor Главный инспектор | Генерални инспектор полиције Generalni inspektor policije Генерал-инспектор полиции | Главни генерални инспектор полиције Glavni generalni inspektor policije Главный генерал-инспектор полиции |                                                                 |
| Погоны |                                                     |                                                                                     | |                                                                 |

### 2018 — наши дни

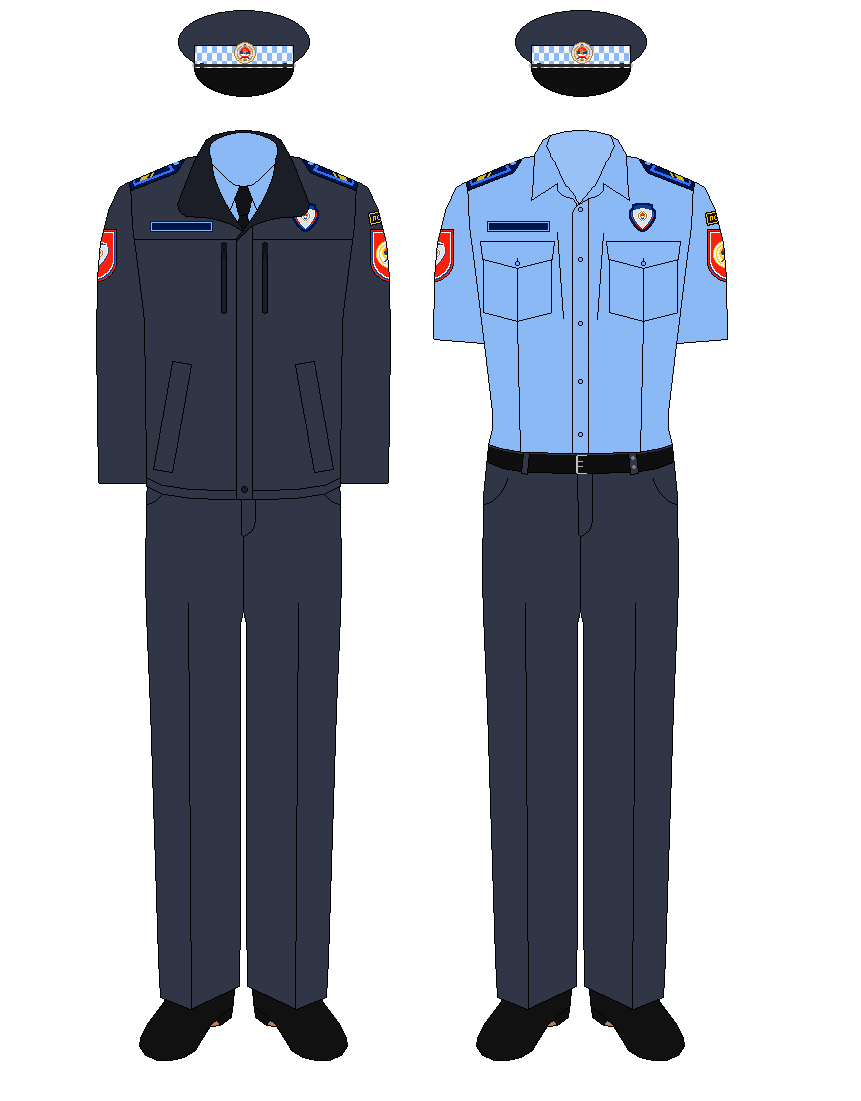
Униформа сотрудников Полиции Республики Сербской с 2018 года

| Звание | Млађи полицајац Mlađi policajac Младший офицер полиции | Полицајац Policajac Офицер полиции                                                  | Виши полицајац Viši policajac Старший офицер полиции                                                      | Самостални полицајац Samostalni policajac Независимый офицер полиции | Главни полицајац Glavni policajac Главный офицер полиции |
| Погоны |                                                        |                                                                                     | |                                                                      |                                                          |
| Звание | Млађи инспектор Mlađi inspektor Младший инспектор      | Инспектор Inspektor Инспектор                                                       | Виши инспектор Viši inspektor Старший инспектор                                                           | Самостални инспектор Samostalni inspektor Независимый инспектор      |                                                          |
| Погоны |                                                        |                                                                                     | |                                                                      |                                                          |
| Звание | Главни инспектор Glavni inspektor Главный инспектор    | Генерални инспектор полиције Generalni inspektor policije Генерал-инспектор полиции | Главни генерални инспектор полиције Glavni generalni inspektor policije Главный генерал-инспектор полиции |                                                                      |                                                          |
| Погоны |                                                        |                                                                                     | |                                                                      |                                                          |

## Присяга
Я (имя и фамилия) клянусь, что буду добросовестно и ответственно выполнять свой долг полицейского, что я буду соблюдать Конституцию и законы Республики Сербской и Боснии и Герцеговины и буду защищать конституционный строй Республики Сербской и Боснии и Герцеговины, права, свободы и безопасность, что я буду выполнять обязанности и задачи сотрудника полиции даже в тех случаях, когда выполнение этих обязанностей и задач подвергает мою жизнь опасности.
Оригинальный текст (серб.)Ја (име и презиме) заклињем се да ћу дужност полицијског службеника вршити савјесно и одговорно, да ћу се придржавати Устава и закона Републике Српске и Босне и Херцеговине и да ћу штитити уставно уређење Републике Српске и Босне и Херцеговине, права, слободе и безбједност, да ћу послове и задатке полицијског службеника извршавати и у случајевима када извршавање тих послова и задатака доводи у опасност и мој живот.
— 

## Специальная антитеррористическая группа
Специальное подразделение МВД РС основано 4 апреля 1992 года, и предназначено для выполнения специальных задач и обязанностей в целях обеспечения максимальной безопасности граждан и их имущества путем оказания поддержки регулярных полицейских сил при проведении полицейских операций, которые выходят за рамки их профессиональной квалификации и подготовки. В первую очередь, связанных с борьбой против терроризма на тактическом и оперативном уровне, урегулирование кризисов с заложниками, оказания помощи криминальной полиции и центров общественной безопасности в задержании опасных преступников и преступных групп.